# 氷置晋
氷置 晋（ひおき しん、1989年5月9日 - ） は、日本のシンガーソングライター・ピアニストである。所属事務所は奈良ミュージックデザイン。奈良市観光大使。

## 人物
奈良県奈良市出身。身長171cm、血液型O型。
奈良女子大学附属小学校、奈良女子大学附属中等教育学校卒業。同志社大学中退。
NPO法人SESSION with EARTH理事。

## 略歴
10歳でバレエと出会い、海外のコンクールでも入賞を果たすなど、バレエ漬けの中学時代を過ごす。
高校時代、軽音部をきっかけに音楽活動を開始。2006年、NHKのど自慢奈良大会でチャンピオンに。(歌唱曲はB'zのOCEAN。)
2011年、東日本大震災に際し路上ライブで義援金200万円を集め話題となる。同年、東京ビッグサイトで行われたエコプロダクツ2011に出演。
同志社大学中退後、大阪や東京で飲食店の専属演奏家としてのプロ活動を開始。
フィリピンでのオーケストラツアーや日本一周の路上ライブツアーなどを経て、2016年より再び奈良県奈良市を拠点に活動を開始。
地元メディアや商店街とのタイアップ、ゆるキャラのプロデュースなど、地域に根ざした活動を多岐にわたって行っている。
2017年よりなら100年会館でのコンサートを毎年開催している。
メイドイン奈良にとことんこだわったイベント「NARA CROSSOVER」を立ち上げ、自ら実行委員長も務めている。

## ディスコグラフィ

### オリジナルアルバム
| 枚  | 発売日         | タイトル                                         | 備考 |
| --- | -------------- | ------------------------------------------------ | --- |
| 1st | 2013年5月9日   | 約束                                             | 収録曲の「答え」は日本赤十字社全国学生献血推奨実行委員会近畿ブロックのテーマソングである。                                        |
| 2nd | 2015年10月24日 | Fairy Tale                                       | 収録曲の「未来へ繋ぐ」はNPO法人SESSION with EARTHのテーマソングである。                                                           |
| 3rd | 2018年5月27日  | 古い町                                           | 収録曲の「煌めく空があるように」はならどっとFMのラジオドラマ「COOL CHOICE」のテーマソングである。                                 |
| 4th | 2019年4月21日  | はくちょう座の物語                               | 収録曲の「オレンジに染まる街」はRUN伴奈良のテーマソングである。                                                                   |
| 5th | 2020年4月5日   | やまとしうるはし / あしあと / ハッピーバースデイ | 収録曲の「やまとしうるはし」（新井満作曲）は第32回国民文化祭・なら2017/第17回全国障害者芸術・文化祭なら大会のテーマソングである。 |
| 6th | 2023年4月15日  | 枕詞                                             | 収録曲の「繋ぐ千年は行基さん大感謝祭のテーマソングである。                                                                        |

### シングル
| 枚  | 発売日         | タイトル                            | 備考                                                                         |
| --- | -------------- | ----------------------------------- | ---------------------------------------------------------------------------- |
| 1st | 2016年10月12日 | 変わらないで / いにしえの風         | 収録曲の「いにしえの風」は奈良もちいどのセンター街のテーマソングである。     |
| 2nd | 2017年8月24日  | 氷のおばあちゃん / ぼくはぴよっきー | 収録曲の「ぼくはぴよっきー」はゆるキャラ「ぴよっきー」のテーマソングである。 |

## ミュージックビデオ
- 蜃気楼
- 枕詞
- ハッピーバースデイ
- 煌めく空があるように
- ぼくはぴよっきー
- 旅するしずく
- 変わらないで
- 大人
- I scream
- 旧 IKOMA トンネル
- 未来へ繋ぐ
- 約束